# 鞍山新村駅
鞍山新村駅（あんざんしんそんえき）は上海市楊浦区に位置する上海地下鉄8号線の駅である。

## 駅構造
- 島式ホーム1面2線の地下駅。ホームドア設置駅。出口は4箇所ある。

## 歴史
- 2007年12月29日 - 開業。

## 隣の駅
■上海地下鉄8号線
江浦路駅 - 鞍山新村駅 - 四平路駅